# フェアウェザー山

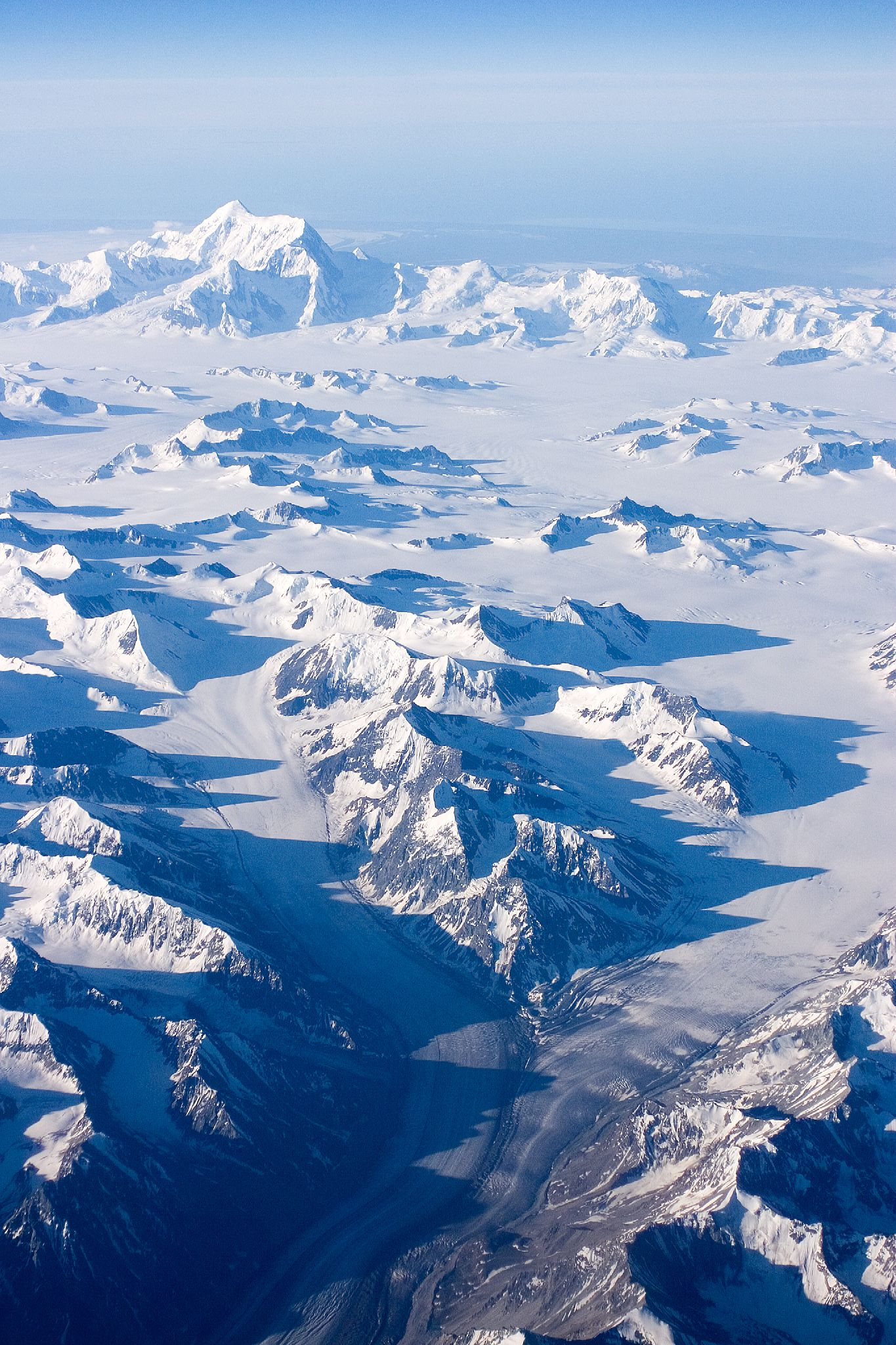
東側から見たフェアウェザー山

フェアウェザー山（Mt. Fairweather）とは、北アメリカ大陸に存在する山である。

## 概要
北アメリカ大陸のフェアウェザー山は、カナダとアメリカ合衆国との国境に存在していて、カナダ側はブリティッシュコロンビア州、アメリカ合衆国側はアラスカ州である。この山のおおよその位置は、北緯58度54分23秒、西経137度31分36秒

。
山頂の標高は4671mであり

、これはカナダのブリティッシュコロンビア州においては最も標高の高い地点である。また、ここは「Boundary Peak 164」または「US/Canada Boundary Point #164」、つまり「境界峰164番」と呼ばれている

。
なお、この山のカナダでの公式な呼び方では「Fairweather Mountain」

であるのだが、一般に「Mount Fairweather」と呼ばれている。（もっとも、日本語にしてしまえば、どちらでも「フェアウェザー山」なので関係無い。）ところで、このフェアウェザー山は、セイントイライアス山地の南端付近を構成する山の1つとして比較的よく知られた山の1つである。また、これも公式な呼び方ではないものの、このセイントイライアス山地の最南端部の山々は俗にフェアウェザー連山と呼ばれており、フェアウェザー山はこのフェアウェザー連山においては最高峰として知られている

。
さて、フェアウェザー山の特筆すべき点は太平洋岸から東に約20kmほどのところに山頂が存在し、そうであるにもかかわらず山頂の標高は4671mもあることが挙げられる。すなわち、この辺りは海岸のすぐ近くにまで山々が迫っていて、しかも山の勾配が険しいことを意味している。なお、この山の名称には「Fairweather」と付くが、これは「晴天の時だけの」といった意味の英語である。そして、このフェアウェザー山には大抵の場合山頂付近には雲がかかって覆われてしまっていて、普段は山頂部を見ることができない山として知られている。これは、海岸近くから急激に立ち上がった山であるために、海岸方向（太平洋）より湿った空気が来る上に、この山によって上昇気流が発生し、この結果としてこの山の付近で雲が生じやすいのである。

## 名称について
この山の「フェアウェザー」という名称は、ジェームズ・クックによって1778年5月3日に命名された

。
既述のように、この山の山頂付近は曇りがちで普段は山頂付近を見ることができないのだが、彼は、たまたま晴天に恵まれた。なお彼が付けた「Fairweather（晴天の時だけの）」という名称は、後に幾つかの言語に「晴天の時だけの山」と翻訳されたことで知られている。

## 登山史
フェアウェザー山の初登頂に成功したのは、1931年6月8日のことで、アレン・カーピ（Allen Carpe）、テリス・ムーア（Terris Moore）の2人パーティーが、この山の南東側の尾根を経由して山頂まで登ったことだとされている

。
なお、フェアウェザー山の西の尾根経由では、1968年6月12日に、ローレン・アドキンス（Loren Adkins）、ウォルター・ゴーブ（Walter Gove）、ポール・ミレ（Paul Myhre）、ジョーン・ニール（John Neal）、ケント・ストックス（Kent Stokes）の5人パーティーが、山頂まで登ったとされている

。
また、フェアウェザー山の南西の尾根経由では、1973年7月10日に、ピーター・メトカーフ（Peter Metcalf）、ヘンリー・フロースチュース（Henry Florschutz）、トビー・オー・ブリーン（Toby O'Brien）、リンカーン・ストラー（Lincoln Stoller）の4人パーティーが、山頂まで登ったとされている

。